# René Lohse
René Lohse (Berlim Oriental, 23 de setembro de 1973) é um ex-patinador artístico alemão, que competiu na dança no gelo. Com Kati Winkler ele conquistou uma medalha de bronze em campeonatos mundiais, uma medalha de ouro, duas de prata e uma de bronze no Campeonato dos Quatro Continentes e foi seis vezes campeão do campeonato nacional alemão.

## Principais resultados

### Com Kati Winkler
| Resultados                                                             | Resultados      | Resultados    | Resultados       | Resultados       | Resultados        | Resultados       | Resultados      | Resultados    | Resultados      | Resultados        | Resultados       | Resultados        | Resultados    | Resultados        | Resultados        |
| Internacional                                                          | Internacional   | Internacional | Internacional    | Internacional    | Internacional     | Internacional    | Internacional   | Internacional | Internacional   | Internacional     | Internacional    | Internacional     | Internacional | Internacional     | Internacional     |
| Evento/Temporada                                                       | 1989– 1990      | 1990– 1991    | 1991– 1992       | 1992– 1993       | 1993– 1994        | 1994– 1995       | 1995– 1996      | 1996– 1997    | 1997– 1998      | 1998– 1999        | 1999– 2000       | 2000– 2001        | 2001– 2002    | 2002– 2003        | 2003– 2004        |
| ---------------------------------------------------------------------- | --------------- | ------------- | ---------------- | ---------------- | ----------------- | ---------------- | --------------- | ------------- | --------------- | ----------------- | ---------------- | ----------------- | ------------- | ----------------- | ----------------- |
| Jogos Olímpicos                                                        |                 |               |                  |                  |                   |                  |                 |               | 10.º            |                   |                  |                   | 8.º           |                   |                   |
| Campeonato Mundial                                                     |                 |               |                  |                  |                   | 19.º             | 13.º            | 12.º          | 9.º             | 7.º               | 6.º              | 7.º               | 7.º           |                   | Medalha de bronze |
| Campeonato Europeu                                                     |                 |               |                  | 16.º             |                   | 15.º             | 9.º             |               | 9.º             | 6.º               | 5.º              | 6.º               |               | 5.º               |                   |
| GP Grand Prix Final                                                    |                 |               |                  |                  |                   |                  |                 |               |                 |                   |                  | 5.º               |               |                   |                   |
| GP Cup of Russia                                                       |                 |               |                  |                  |                   |                  |                 |               |                 |                   |                  |                   |               | 4.º               | 4.º               |
| GP Nations Cup                                                         |                 |               |                  |                  | 9.º               | 6.º              | 6.º             | 7.º           | 5.º             | Medalha de bronze | Medalha de prata | 4.º               |               | Medalha de bronze | Medalha de prata  |
| GP NHK Trophy                                                          |                 |               |                  |                  |                   |                  |                 |               |                 | 4.º               |                  | Medalha de bronze |               | Medalha de prata  | 4.º               |
| GP Skate America                                                       |                 |               |                  |                  |                   | 4.º              | 7.º             | 6.º           |                 |                   | 4.º              |                   |               |                   |                   |
| GP Skate Canada International                                          |                 |               |                  |                  |                   |                  | 9.º             |               |                 |                   |                  |                   |               |                   |                   |
| GP Trophée Lalique                                                     |                 |               |                  |                  |                   |                  |                 | 5.º           |                 |                   |                  | Medalha de bronze |               |                   |                   |
| Nebelhorn Trophy                                                       |                 |               |                  |                  |                   | 4.º              |                 |               |                 |                   |                  |                   |               |                   |                   |
| Internacional – Júnior                                                 |                 |               |                  |                  |                   |                  |                 |               |                 |                   |                  |                   |               |                   |                   |
| Campeonato Mundial Júnior                                              |                 | 15.º          | 8.º              |                  |                   |                  |                 |               |                 |                   |                  |                   |               |                   |                   |
| Nacional                                                               |                 |               |                  |                  |                   |                  |                 |               |                 |                   |                  |                   |               |                   |                   |
| Campeonato Alemão                                                      |                 |               | Medalha de prata | Medalha de prata | Medalha de bronze | Medalha de prata | Medalha de ouro |               | Medalha de ouro | Medalha de ouro   | Medalha de ouro  |                   |               | Medalha de ouro   | Medalha de ouro   |
| Campeonato Alemão Oriental                                             | Medalha de ouro |               |                  |                  |                   |                  |                 |               |                 |                   |                  |                   |               |                   |                   |
|                                                                        |                 |               |                  |                  |                   |                  |                 |               |                 |                   |                  |                   |               |                   |                   |
| Legenda: GP = Grand Prix; Competição não foi disputada nesta temporada |                 |               |                  |                  |                   |                  |                 |               |                 |                   |                  |                   |               |                   |                   |